# Mechanizm korbowo-wahaczowy
Mechanizm korbowo-wahaczowy – mechanizm, w którym ruch obrotowy korby powoduje ruch wahadłowy ramienia (wahacza). Dla tego mechanizmu musi być spełniony warunek: suma długości członu najdłuższego i najkrótszego musi być mniejsza od sumy długości pozostałych członów. Mechanizmy korbowo-wahaczowe są stosowane w stawidłach maszyn tłokowych, mechanizmach obrabiarek, mieszalnikach itp.